# 夜叉龍神社 (揖斐川町)
夜叉龍神社（やしゃりゅうじんじゃ）は、岐阜県揖斐郡揖斐川町坂内川上（旧坂内村）にある神社である。
夜叉ヶ池にゆかりのある神社である。

## 祭神
- 夜叉龍神
  - 夜叉ヶ池伝説の龍神。雨乞いにご利益があるという。詳しくは夜叉ヶ池、夜叉堂を参照。

※現地案内板では祭神は高らい神。

## 沿革
- 1647年（正保4年） - 大垣藩藩主戸田氏鉄によって創建[2]。大垣藩領の治水の鎮守として祀ったという。長昌寺に別当を委託。この地には夜叉姫が髪を洗ったといわれている池（お洗池）が存在していた。
- 1772年（明和9年） - 再建。
- 1895年（明治28年）8月 - 大雨により大規模な土砂崩れ（川上ナンノ谷大崩壊）が発生し、崩壊土砂が坂内川を堰きとめる。この天然ダムが数日後に決壊、この鉄砲水により夜叉龍神社は流出。長昌寺の堂内に神霊を祀る[2]。
- 1914年（大正3年）- 川上白山神社とともに八幡神社に合祀される。その際夜叉龍神社から高らい[1]神社に改称。
- 1934年（昭和9年） - 揖斐川電気（現イビデン）が現在地に復興[2]。揖斐川電気により川上地区に寄附される。

## 交通

### 自動車
- 国道303号、道の駅夜叉ケ池の里さかうちより約7km。名神高速道路大垣ICより約80km。
- 北陸自動車道木之本ICより国道303号を東進、約40km。

## その他
- 揖斐川電気は揖斐川上流域に多くの水力発電所を保有していた。水不足は発電量に影響を与えることから、川上発電所開設のさい、坂内村と会社の平安隆盛を祈願し、夜叉龍神社を復興している[2]。現在もイビデンの役員は、この夜叉龍神社に参拝し、夜叉ヶ池へ向かうのが恒例行事という。
- 国道303号沿線の夜叉ヶ池の登山口に通じる林道の分岐点にある。なお、夜叉ヶ池登山口に鳥居が、夜叉ヶ池のほとりに奥宮夜叉龍神社がある。